# روس كالدويل
روس كالدويل (بالإنجليزية: Ross Caldwell)‏ (26 أكتوبر 1993 في المملكة المتحدة - ) هو لاعب كرة قدم بريطاني في مركز الهجوم. شارك مع منتخب اسكتلندا تحت 16 سنة لكرة القدم. أما مع النوادي، فقد لعب مع نادي سانت ميرين ونادي هيبرنيان ونادي ألوا أثليتيك ونادي كاودينبيث لكرة القدم ونادي آير يونايتد ونادي غرينوك مورتون.

## وصلات خارجية
- روس كالدويل على موقع قاعدة بيانات كرة القدم.إي يو (الإنجليزية)
- روس كالدويل على موقع Soccerbase.com (لاعب) (الإنجليزية)
- روس كالدويل على موقع Soccerway.com (الإنجليزية)
- روس كالدويل على موقع عالم كرة القدم.نت (الإنجليزية)